# Pagny-le-Château

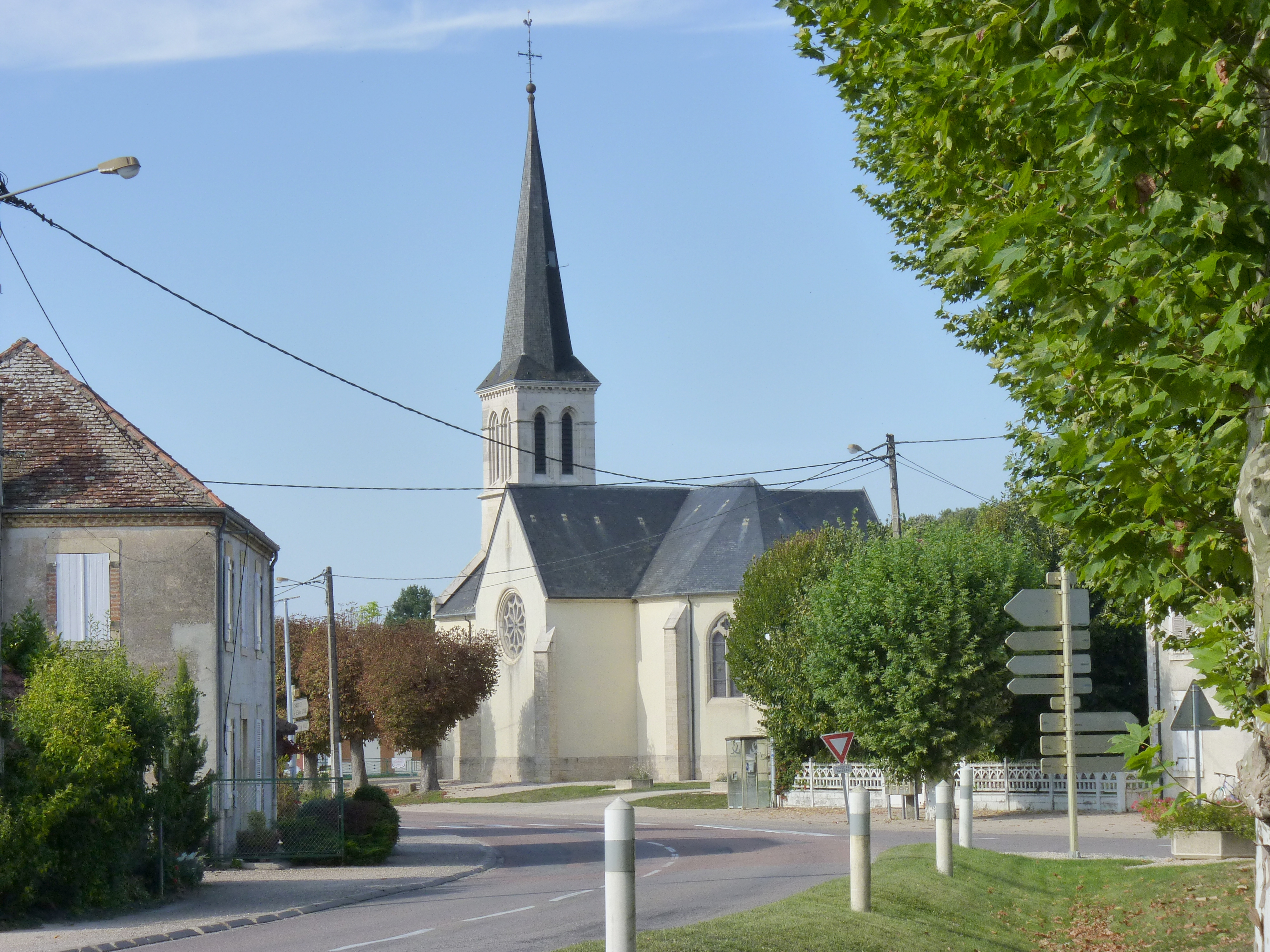
Kościół Pagny-le-Château

Pagny-le-Château – miejscowość i gmina we Francji, w regionie Burgundia-Franche-Comté, w departamencie Côte-d’Or.
Według danych na rok 1990 gminę zamieszkiwało 491 osób, a gęstość zaludnienia wynosiła 20 osób/km² (wśród 2044 gmin Burgundii Pagny-le-Château plasuje się na 474. miejscu pod względem liczby ludności, natomiast pod względem powierzchni na miejscu 316.).